# 나가쿠사촌
나가쿠사촌(長草村)은 아이치현 지타군에 설치되었던 촌이다. 현재의 오부시 북서부에 해당한다.